# Annamária Tóth
Annamária Tóth, nata Kovács (Budapest, 14 settembre 1945 – 24 luglio 2023), è stata una multiplista e velocista ungherese.

## Biografia
Specialista della disciplina del pentathlon e dei 100 metri piani come componente della staffetta, prese parte all'edizione dei Giochi olimpici di Città del Messico 1968 in entrambe le specialità: nella staffetta si fermò nelle batterie mentre nella prova multipla vinse la medaglia di bronzo. In carriera prese parte altresì a due edizioni dei campionati europei, senza però ottenere piazzamenti sul podio; a livello nazionale conquistò dodici titoli ungheresi in varie specialità.

## Palmarès
| Anno | Manifestazione  | Sede              | Evento     | Risultato | Prestazione | Note             |
| ---- | --------------- | ----------------- | ---------- | --------- | ----------- | ---------------- |
| 1966 | Europei         | Budapest          | 4×100 m    | 4ª        | 45"1        |                  |
| 1966 | Europei         | Budapest          | Pentathlon | 5ª        | 4 704 p.    | Record nazionale |
| 1968 | Giochi olimpici | Città del Messico | 4×100 m    | Batteria  | 44"6        |                  |
| 1968 | Giochi olimpici | Città del Messico | Pentathlon | Bronzo    | 4 959 p.    |                  |
| 1969 | Europei         | Atene             | Pentathlon | 10ª       | 4 587 p.    |                  |

## Campionati nazionali
- 1 volta campionessa ungherese dei 100 metri piani (1966)
- 1 volta campionessa ungherese dei 200 metri piani (1967)
- 3 volte campionessa ungherese dei 100 metri ostacoli (1966, 1967 e 1969)
- 2 volte campionessa ungherese del salto in lungo (1965 e 1969)
- 5 volte campionessa ungherese del pentathlon (1964, 1965, 1966, 1967 e 1969)